# エスタディオ・ベインテ・デ・ノビエンブレ
エスタディオ・ベインテ・デ・ノビエンブレ（Estadio 20 de Noviembre）は、メキシコのサン・ルイス・ポトシ州サン・ルイス・ポトシにあるスタジアム。6,500人収容。主に野球に使用されており、リーガ・メヒカーナ・デ・ベイスボルのトゥネーロス・デ・サン・ルイスが2006年まで本拠地として使用していた。